# 谢怀德 (1887年)
谢怀德（1887年1月23日—1928年2月），又名谢祥七，男，湖南衡山人，中国工人运动领袖，安源路矿工人大罢工领导人，革命烈士。